# Мокролозьке сільське поселення
Мокролозьке сільське поселення — муніципальне утворення у Октябрському районі Ростовської області.
Адміністративний центр поселення — селище Новозарянський.
Населення — 3125 осіб (2010 рік).
Мокролозьке сільське поселення розташоване на сході Октябрського району на схід від міста Шахти у долині Кадамовки (Маркін, Костіков, Новозарянське, Новощербаков) й Керчика (Миколаївка, Мокрий Керчік, Мокрий Лог, Комуна імені Леніна).

## Адміністративний устрій
До складу Мокролозького сільського поселення входять:
- селище Новозарянський — 965 осіб (2010 рік);
- селище Мокрий Керчик — 57 осіб (2010 рік);
- селище Мокрий Лог — 267 осіб (2010 рік);
- селище Новощербаков — 50 осіб (2010 рік);
- хутір Комуна імені Леніна — 2 осіб (2010 рік);
- хутір Костіков — 493 осіб (2010 рік);
- хутір Маркін — 1236 осіб (2010 рік);
- хутір Ніколаєвка — 55 осіб (2010 рік).